# Víktor Ambartsumian
Víktor Ambartsumian (armeni: Վիկտոր Համազասպի Համբարձումյան)  (Tbilisi, 5 de setembre de 1908 (Julià) - Biurakan, 12 d'agost de 1996) fou un astrofísic soviètic armeni, un dels fundadors de l'astrofísica teòrica. Acadèmia de Ciències de l'URSS (1953, membre corresponent des de 1939). Acadèmia de Ciències de l'RSS d'Armènia i el seu president (1947-1993). Ambartsumian va treballar en el camp de la física de les estrelles i nebuloses, astronomia estel·lar i la dinàmica dels sistemes estel·lars i cosmogonia de les estrelles i les galàxies. Fou el fundador de l'Observatori Astrofísic Biurakan.

## Honors
- Dues vegades Heroi del Treball Socialista (1968, 1978).
- Heroi Nacional d'Armènia (11 d'octubre 1994).
- Dues vegades guanyador del Premi Stalin (1946, 1950).
- Llorejat del Premi Estatal de l'RSS d'Armènia (1988).
- Llorejat amb el Premi Estatal de la Federació de Rússia (1995).
- Guanyador del Premi Jules Janssen.